# Okunin (wieś)
Okunin (niem. Langmeil) – wieś sołecka w zachodniej Polsce, w województwie lubuskim, w powiecie zielonogórskim, w gminie Sulechów, około 8 km od Sulechowa. Zamieszkiwana przez 148 osób (stan na 30 czerwca 2025). W latach 1975–1998 zlokalizowana w województwie zielonogórskim.

## Zabytki
Do wojewódzkiego rejestru zabytków wpisany jest:
- dwór w stylu klasycystycznym z około 1800 r.